# Totoki Baigai
Totoki Baigai (japanisch 十時 梅厓; geboren 1749 in Osaka, Provinz Settsu; gestorben 4. März 1804 ebenda) war ein japanischer Maler im Literaten-Stil.

## Leben und Wirken
Totoki Baigai studierte die Lehre des Konfuzius unter Itō Tōsho (伊藤 東所; 1730–1804), Kalligraphie unter Chō Tosai (趙 陶斎; 1713–1786) und Malerei unter Minagawa Kien (1735–1807) und Ike no Taiga (1723–1776). Er diente 1784 vorübergehend als konfuzianischer Beamter in der Nagashima-Domäne (長島藩) unter dem Kunst liebenden Daimyō Masuyama Masakata (増山 正賢; 1754–1819) in der Provinz Ise und baute die Schule der Domäne „Bunreikan“ (文礼館) wieder auf. 1790 zog er nach Nagasaki, um bei dem aus China stammenden Hi Seiko (費 晴湖) sich in der Malerei fortzubilden. Um 1800 zog er sich nach Osaka zurück.
Baigais Themen waren hauptsächliche Landschaften und an zweiter Stelle der aus China übernommene Themenkreis „Vier hochgestellte Personen“ (四君子, Shikunshi), nämlich „Bambus Pflaume, Orchidee, Chrysantheme“. Typisch für Baigai ist eine lockere Bildgestaltung, da er mehr an spontaner als an technisch ausgereifter Pinselführung interessiert war. Er zeichnete sich auch durch das Schneiden von Siegeln (篆刻, Tenkoku) aus.
Publikationen sind „Kotei Shogafu“ (顧亭書画譜), „Baigai shūshō“ (梅厓 集抄), „Tenrinkaku Gokan“ (天臨閣娯観), „Seimuroku“ (清夢録). Hauptwerk ist das Landschafts-Stellschirmpaar „Sansui-zu byōbu“ (山水図屏風) im Nationalmuseum Tokio.

## Bilder

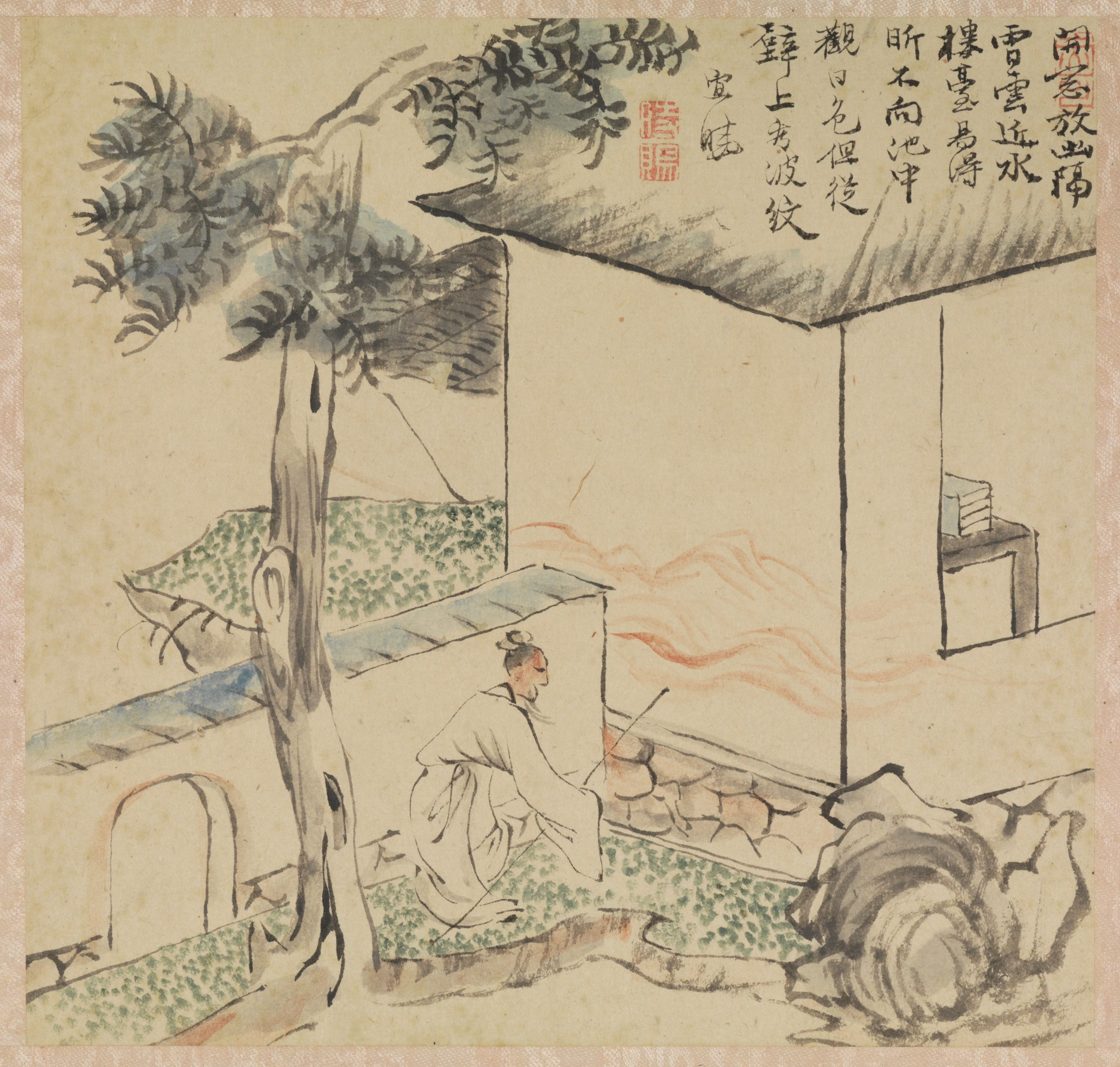
Sammlung Burke
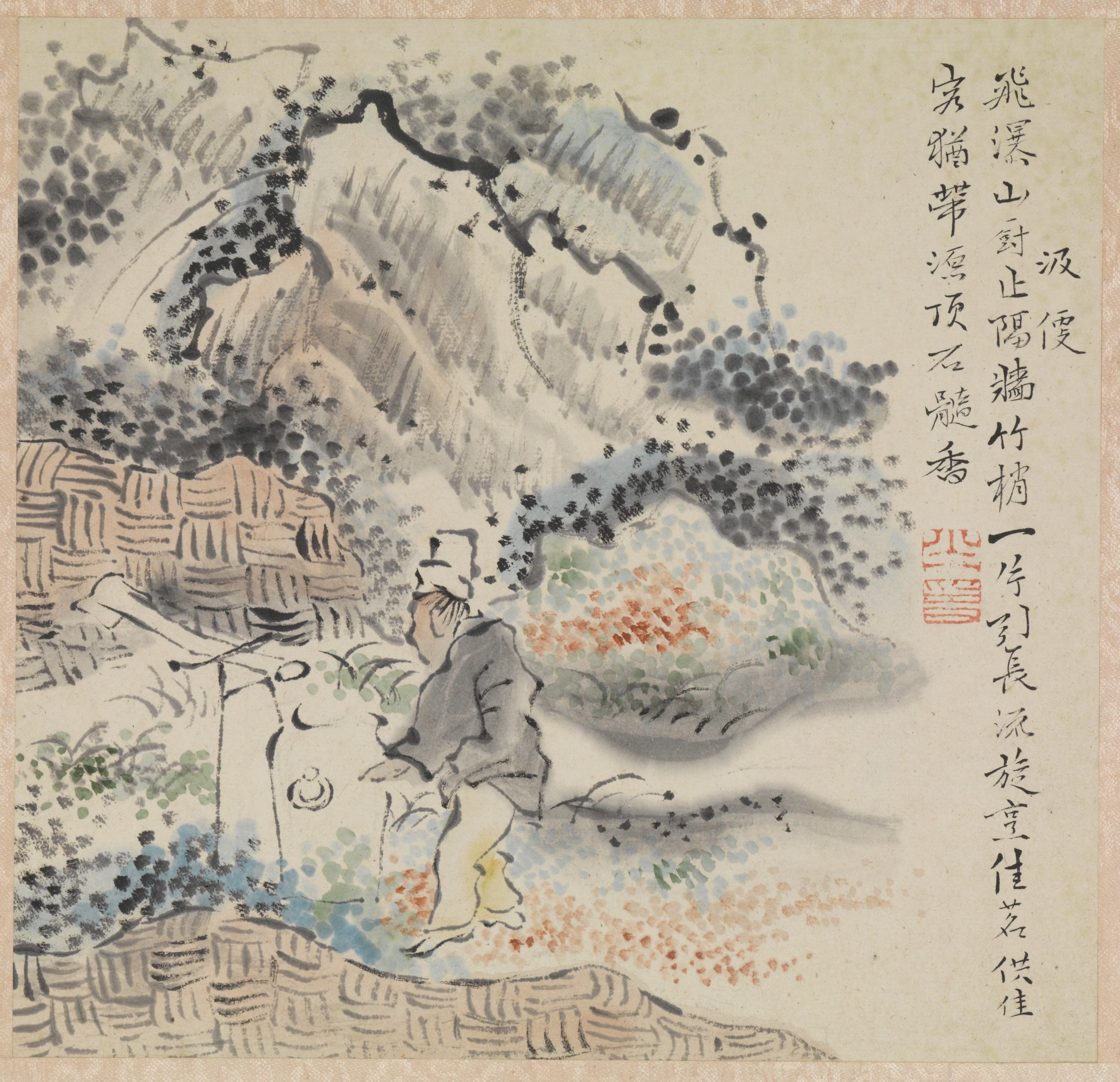
Sammlung Burke
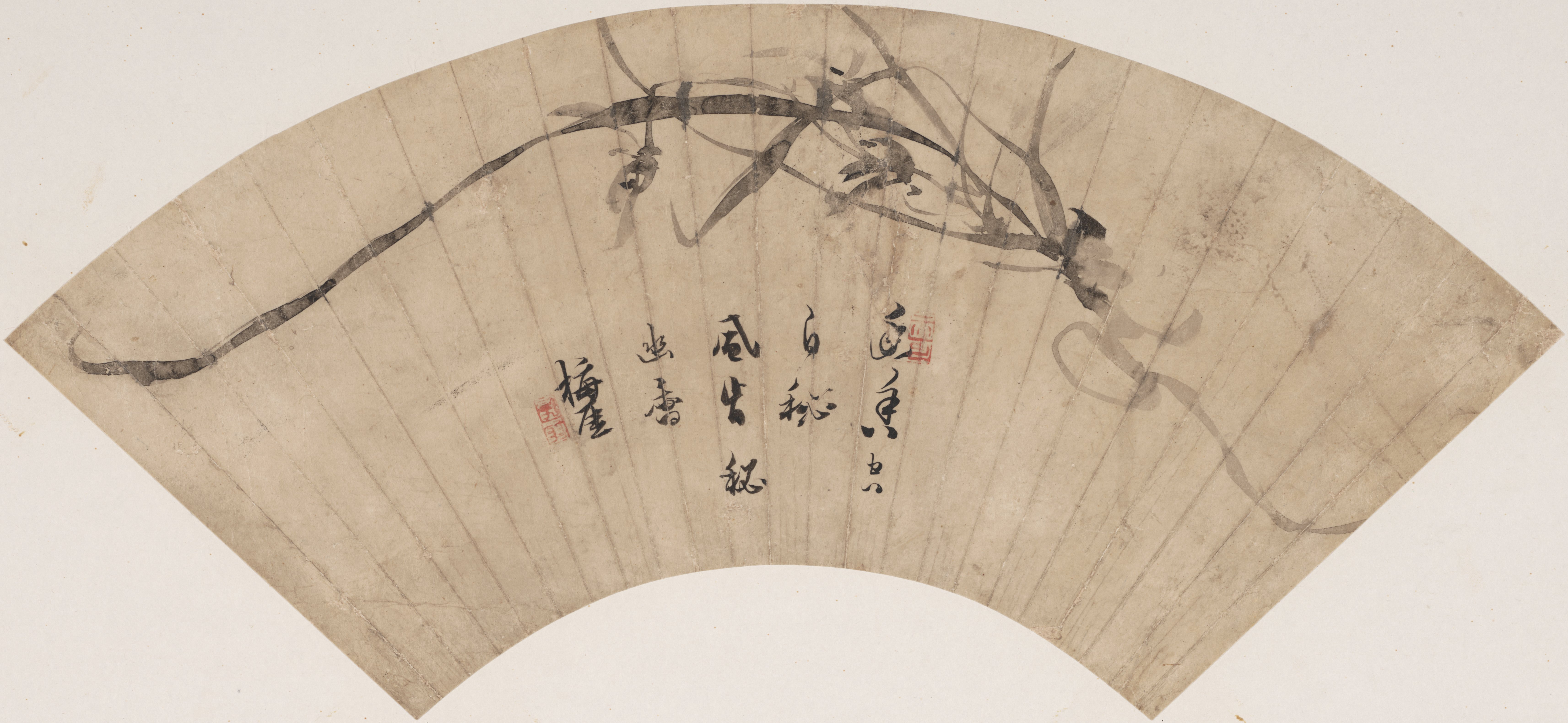
Orchideenzweig und Gedicht
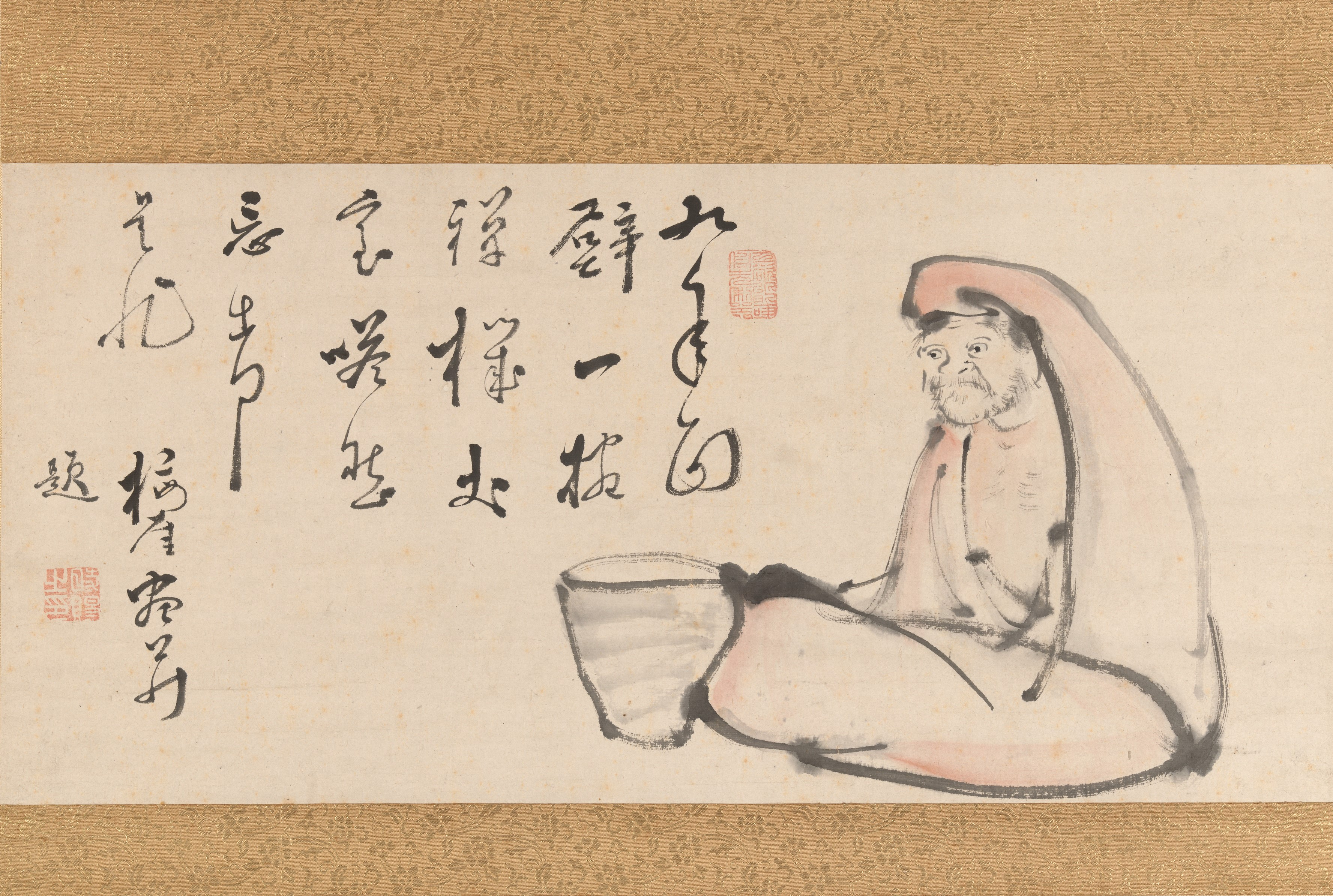
Daruma
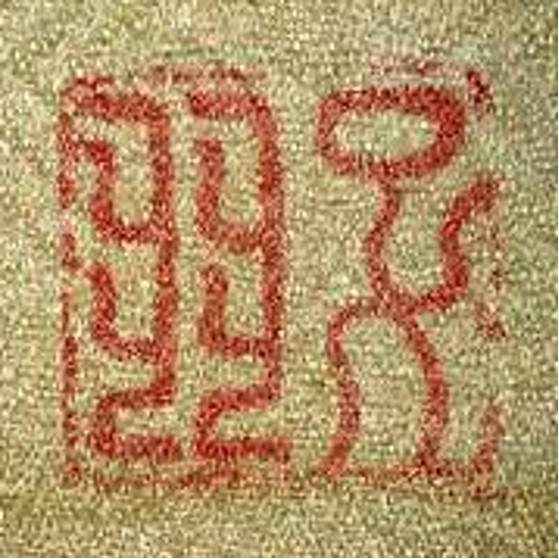
Stempel

1. 1 2 3  Im Metropolitan Museum of Art, New York.
2. ↑  Im Minneapolis Institute of Art.